# بيتر ماكدونالد (ضابط أمريكي)
بيتر ماكدونالد (بالإنجليزية: Angus McDonald)‏ هو ضابط أمريكي، ولد في 1727 في مرتفعات اسكتلندا في المملكة المتحدة، وتوفي في 19 أغسطس 1778 في وينشستر في الولايات المتحدة.